# Museo Valenciano del Juguete
El museo valenciano del juguete es un centro creado para la conservación y difusión del patrimonio juguetero industrial. Nació en 1990 en Ibi (Provincia de Alicante, España), pueblo reconocido a nivel mundial como centro español del juguete.
En 2013 se trasladó a su sede definitiva en los edificios de la que fue la primera fábrica juguetera que se creó en la localidad, la antigua Payá
Desde la hojalata hasta el plástico y distribuidos temáticamente, en la sala permanente se muestran juguetes fabricados en Ibi, en otros lugares de España y del mundo, desde 1903 hasta los años 80.
La sala temporal del museo acoge exposiciones periódicas en las que se pueden ver juguetes que forman parte de los fondos propios y que no se exponen de forma permanente así como piezas de colecciones particulares.